# Heterocompsa seabrai
Heterocompsa seabrai är en skalbaggsart som först beskrevs av Martins 1962.  Heterocompsa seabrai ingår i släktet Heterocompsa och familjen långhorningar. Inga underarter finns listade i Catalogue of Life.